# 500 kilomètres de Brno FIA GT 2001
Navigation
Édition précédente Édition suivante
Les 500 kilomètres de Brno 2001, disputées le 16 avril 2001 sur le circuit de Masaryk, sont la deuxième édition de cette épreuve et la deuxième manche du championnat FIA GT 2001.

## Course

### Classement de la course
| Pos.   | Catégorie | N° | Écurie                     | Pilotes                                        | Châssis                   | Pneus | Tours/Abandon |
| Pos.   | Catégorie | N° | Écurie                     | Pilotes                                        | Moteur                    | Pneus | Tours/Abandon |
| ------ | --------- | -- | -------------------------- | ---------------------------------------------- | ------------------------- | ----- | ------------- |
| 1      | GT        | 7  | Larbre Compétition Chéreau | Christophe Bouchut Jean-Philippe Belloc        | Chrysler Viper GTS-R      | M     | 77            |
| 1      | GT        | 7  | Larbre Compétition Chéreau | Christophe Bouchut Jean-Philippe Belloc        | Chrysler 8.0L V10         | M     | 77            |
| 2      | GT        | 12 | Paul Belmondo Racing       | Boris Derichebourg Vincent Vosse               | Chrysler Viper GTS-R      | D     | 77            |
| 2      | GT        | 12 | Paul Belmondo Racing       | Boris Derichebourg Vincent Vosse               | Chrysler 8.0L V10         | D     | 77            |
| 3      | GT        | 3  | Team Carsport Holland      | Jeroen Bleekemolen Mike Hezemans               | Chrysler Viper GTS-R      | M     | 77            |
| 3      | GT        | 3  | Team Carsport Holland      | Jeroen Bleekemolen Mike Hezemans               | Chrysler 8.0L V10         | M     | 77            |
| 4      | GT        | 1  | Lister Storm Racing        | Jamie Campbell-Walter Richard Dean             | Lister Storm              | M     | 77            |
| 4      | GT        | 1  | Lister Storm Racing        | Jamie Campbell-Walter Richard Dean             | Jaguar 7.0L V12           | M     | 77            |
| 5      | GT        | 5  | Team Rafanelli             | Emanuele Naspetti Mimmo Schiattarella          | Ferrari 550 Maranello     | M     | 76            |
| 5      | GT        | 5  | Team Rafanelli             | Emanuele Naspetti Mimmo Schiattarella          | Ferrari 6.0L V12          | M     | 76            |
| 6      | GT        | 6  | Team Rafanelli             | Marc Duez Günther Blieninger                   | Ferrari 550 Maranello     | M     | 75            |
| 6      | GT        | 6  | Team Rafanelli             | Marc Duez Günther Blieninger                   | Ferrari 6.0L V12          | M     | 75            |
| 7      | GT        | 10 | Paul Belmondo Competition  | Paul Belmondo Didier Defourny                  | Chrysler Viper GTS-R      | D     | 75            |
| 7      | GT        | 10 | Paul Belmondo Competition  | Paul Belmondo Didier Defourny                  | Chrysler 8.0L V10         | D     | 75            |
| 8      | GT        | 21 | GLPK Racing                | Wim Daems Tamás Illés                          | Chrysler Viper GTS-R      | D     | 75            |
| 8      | GT        | 21 | GLPK Racing                | Wim Daems Tamás Illés                          | Chrysler 8.0L V10         | D     | 75            |
| 9      | N-GT      | 77 | RWS Motorsport             | Luca Riccitelli Dieter Quester                 | Porsche 911 GT3-RS        | M     | 75            |
| 9      | N-GT      | 77 | RWS Motorsport             | Luca Riccitelli Dieter Quester                 | Porsche 3.6L Flat-6       | M     | 75            |
| 10     | N-GT      | 62 | JMB Competition            | Christian Pescatori David Terrien              | Ferrari 360 Modena N-GT   | M     | 75            |
| 10     | N-GT      | 62 | JMB Competition            | Christian Pescatori David Terrien              | Ferrari 3.6L V8           | M     | 75            |
| 11     | GT        | 2  | Lister Storm Racing        | Julian Bailey Nicolaus Springer                | Lister Storm              | M     | 75            |
| 11     | GT        | 2  | Lister Storm Racing        | Julian Bailey Nicolaus Springer                | Jaguar 7.0L V12           | M     | 75            |
| 12     | N-GT      | 51 | Larbre Compétition Chéreau | Jürgen van Gartzen Bruno Eichmann              | Porsche 911 GT3-RS        | M     | 75            |
| 12     | N-GT      | 51 | Larbre Compétition Chéreau | Jürgen van Gartzen Bruno Eichmann              | Porsche 3.6L Flat-6       | M     | 75            |
| 13     | GT        | 14 | Autorlando Sport           | Marco Spinelli Mauro Casadei Gabriele Sabatini | Porsche 911 GT2           | P     | 74            |
| 13     | GT        | 14 | Autorlando Sport           | Marco Spinelli Mauro Casadei Gabriele Sabatini | Porsche 3.8L Turbo Flat-6 | P     | 74            |
| 14     | GT        | 9  | Team A.R.T.                | Jean-Pierre Jarier François Lafon              | Chrysler Viper GTS-R      | D     | 74            |
| 14     | GT        | 9  | Team A.R.T.                | Jean-Pierre Jarier François Lafon              | Chrysler 8.0L V10         | D     | 74            |
| 15     | N-GT      | 50 | Larbre Compétition Chéreau | Patrice Goueslard Sébastien Dumez              | Porsche 911 GT3-RS        | M     | 74            |
| 15     | N-GT      | 50 | Larbre Compétition Chéreau | Patrice Goueslard Sébastien Dumez              | Porsche 3.6L Flat-6       | M     | 74            |
| 16     | N-GT      | 55 | Perspective Racing         | Thierry Perrier Michel Neugarten               | Porsche 911 GT3-RS        | D     | 74            |
| 16     | N-GT      | 55 | Perspective Racing         | Thierry Perrier Michel Neugarten               | Porsche 3.6L Flat-6       | D     | 74            |
| 17     | N-GT      | 69 | Autorlando Sport           | Johnny Cecotto Philipp Peter                   | Porsche 911 GT3-RS        | P     | 74            |
| 17     | N-GT      | 69 | Autorlando Sport           | Johnny Cecotto Philipp Peter                   | Porsche 3.6L Flat-6       | P     | 74            |
| 18     | N-GT      | 65 | Coca-Cola Racing Team      | Tomáš Enge Jirko Malchárek                     | Porsche 911 GT3-RS        | D     | 73            |
| 18     | N-GT      | 65 | Coca-Cola Racing Team      | Tomáš Enge Jirko Malchárek                     | Porsche 3.6L Flat-6       | D     | 73            |
| 19     | GT        | 25 | Silver Racing              | Robert Dierick Eric De Doncker                 | Chrysler Viper GTS-R      | D     | 73            |
| 19     | GT        | 25 | Silver Racing              | Robert Dierick Eric De Doncker                 | Chrysler 8.0L V10         | D     | 73            |
| 20     | N-GT      | 57 | Freisinger Motorsport      | Wolfgang Kaufmann Stéphane Ortelli             | Porsche 911 GT3-RS        | Y     | 73            |
| 20     | N-GT      | 57 | Freisinger Motorsport      | Wolfgang Kaufmann Stéphane Ortelli             | Porsche 3.6L Flat-6       | Y     | 73            |
| 21     | N-GT      | 54 | ART Engineering            | Fabio Babini Luigi Moccia                      | Porsche 911 GT3-RS        | P     | 73            |
| 21     | N-GT      | 54 | ART Engineering            | Fabio Babini Luigi Moccia                      | Porsche 3.6L Flat-6       | P     | 73            |
| 22     | N-GT      | 60 | Haberthur Racing           | Sylvain Noël Laurent Cazenave                  | Porsche 911 GT3-R         | D     | 72            |
| 22     | N-GT      | 60 | Haberthur Racing           | Sylvain Noël Laurent Cazenave                  | Porsche 3.6L Flat-6       | D     | 72            |
| 23     | N-GT      | 52 | EMKA Racing                | Tim Sugden Steve O'Rourke                      | Porsche 911 GT3-R         | D     | 72            |
| 23     | N-GT      | 52 | EMKA Racing                | Tim Sugden Steve O'Rourke                      | Porsche 3.6L Flat-6       | D     | 72            |
| 24     | N-GT      | 53 | ART Engineering            | Alberto Radaelli Andrea Bertolini              | Porsche 911 GT3-R         | P     | 72            |
| 24     | N-GT      | 53 | ART Engineering            | Alberto Radaelli Andrea Bertolini              | Porsche 3.6L Flat-6       | P     | 72            |
| 25     | N-GT      | 76 | RWS Motorsport             | Fabio Mancini Gianni Collini                   | Porsche 911 GT3-R         | M     | 72            |
| 25     | N-GT      | 76 | RWS Motorsport             | Fabio Mancini Gianni Collini                   | Porsche 3.6L Flat-6       | M     | 72            |
| 26     | GT        | 8  | Proton Competition         | Christian Ried Gerold Ried                     | Porsche 911 GT2           | Y     | 71            |
| 26     | GT        | 8  | Proton Competition         | Christian Ried Gerold Ried                     | Porsche 3.8L Turbo Flat-6 | Y     | 71            |
| 27     | N-GT      | 58 | Freisinger Motorsport      | Yukihiro Hane Nigel Smith                      | Porsche 911 GT3-R         | Y     | 69            |
| 27     | N-GT      | 58 | Freisinger Motorsport      | Yukihiro Hane Nigel Smith                      | Porsche 3.6L Flat-6       | Y     | 69            |
| 28     | N-GT      | 64 | Coca-Cola Racing Team      | Milan Maderyč Tom Sedivy Bobby Brown           | Porsche 911 GT3-R         | D     | 63            |
| 28     | N-GT      | 64 | Coca-Cola Racing Team      | Milan Maderyč Tom Sedivy Bobby Brown           | Porsche 3.6L Flat-6       | D     | 63            |
| 29 DNF | GT        | 11 | Paul Belmondo Racing       | Emmanuel Clérico Anthony Kumpen                | Chrysler Viper GTS-R      | D     | 59            |
| 29 DNF | GT        | 11 | Paul Belmondo Racing       | Emmanuel Clérico Anthony Kumpen                | Chrysler 8.0L V10         | D     | 59            |
| 30 DNF | N-GT      | 59 | Freisinger Racing          | Alexey Vasilyev Nikolai Fomenko Richard Kaye   | Porsche 911 GT3-R         | Y     | 38            |
| 30 DNF | N-GT      | 59 | Freisinger Racing          | Alexey Vasilyev Nikolai Fomenko Richard Kaye   | Porsche 3.6L Flat-6       | Y     | 38            |
| 31 DNF | GT        | 4  | Team Carsport Holland      | Michael Bleekemolen Sebastiaan Bleekemolen     | Chrysler Viper GTS-R      | M     | 33            |
| 31 DNF | GT        | 4  | Team Carsport Holland      | Michael Bleekemolen Sebastiaan Bleekemolen     | Chrysler 8.0L V10         | M     | 33            |
| 32 DNF | GT        | 24 | Racing Box                 | Luca Cappalleri Gabriele Matteuzzi             | Chrysler Viper GTS-R      | D     | 22            |
| 32 DNF | GT        | 24 | Racing Box                 | Luca Cappalleri Gabriele Matteuzzi             | Chrysler 8.0L V10         | D     | 22            |
| 33 DNF | GT        | 28 | Wieth Racing               | Niko Wieth Franz Wieth                         | Ferrari 550 Maranello     | Y     | 21            |
| 33 DNF | GT        | 28 | Wieth Racing               | Niko Wieth Franz Wieth                         | Ferrari 6.0L V12          | Y     | 21            |